# Досаєво
Доса́єво (рос. Досаево, чув. Тусай) — присілок у складі Красноармійського району Чувашії, Росія. Входить до складу Убеєвського сільського поселення.
Населення — 367 осіб (2010; 402 у 2002).
Національний склад:
- чуваші — 99 %